# Warikahnit
Warikahnit ist ein sehr selten vorkommendes Mineral aus der Mineralklasse der „Phosphate, Arsenate und Vanadate“ mit der chemischen Zusammensetzung Zn3(AsO4)2·2H2O und ist damit chemisch gesehen ein wasserhaltiges Zink-Arsenat. 
Warikahnit kristallisiert im triklinen Kristallsystem und entwickelt lattenförmige, subidiomorphe, gestreifte Kristalle bis 2 cm Größe, die typischerweise nach der a-Achse [100] gestreckt und nach dem Pinakoid {010} abgeplattet sind. Sie treten zu radialstrahligen bis subparallelen Aggregaten zusammen.

## Etymologie und Geschichte
Als Entdecker des Warikahnits gilt der südafrikanische Mineralienhändler Clive S. Queit, dem das Mineral in den 1970er Jahren unter anderen Stufen aus Tsumeb aufgefallen war. Entsprechende Untersuchungen führten zur Feststellung des Vorliegens eines neuen Minerals, welches 1978 von der International Mineralogical Association (IMA) anerkannt und 1979 von einem deutsch-US-amerikanischen Forscherteam mit Paul Keller, Heinz Hess und Pete J. Dunn als Warikahnit beschrieben wurde. Benannt wurde das Mineral nach dem deutschen Reiseunternehmer und Hobbymineralogen Walter Richard Kahn (1911–2009) in Anerkennung von dessen großzügiger Unterstützung der Forschungsarbeiten zur speziellen Mineralogie der Sekundärminerale und ihrer Kristallstrukturen. Ein zweiter Warikahnit-Fund mit wesentlich spektakulärerem Material gelang in der Tsumeb Mine 1984 dem Bergmann Hannes Schoombie.
Typmaterial des Minerals wird an der Universität Stuttgart (Holotyp, Katalog-Nr. und Standort TM-78.38-0703.05 / 0/824-s27/2); an der Harvard University, Cambridge, Massachusetts (Katalog-Nr. 117116, 117117) und im National Museum of Natural History, Washington, D.C. (Katalog-Nr. 144801, 144802, 147462), aufbewahrt.

## Klassifikation
In der veralteten 8. Auflage der Mineralsystematik nach Strunz war der Warikahnit noch nicht aufgeführt.
In der zuletzt 2018 überarbeiteten Lapis-Systematik nach Stefan Weiß, die formal auf der alten Systematik von Karl Hugo Strunz in der 8. Auflage basiert, erhielt das Mineral die System- und Mineralnummer VII/C.07-040. Dies entspricht der Klasse der „Phosphate, Arsenate und Vanadate“ und dort der Abteilung „Wasserhaltige Phosphate, ohne fremde Anionen“, wo Warikahnit zusammen mit Fervanit, Kolovratit, Schubnelit und Serrabrancait eine unbenannte Gruppe mit der Systemnummer VII/C.07 bildet.
Die von der International Mineralogical Association (IMA) zuletzt 2009 aktualisierte 9. Auflage der Strunz’schen Mineralsystematik ordnet den Warikahnit in die Klasse der „Phosphate, Arsenate und Vanadate“ und dort in die Abteilung „Phosphate usw. ohne zusätzliche Anionen; mit H2O“ ein. Hier ist das Mineral in der Unterabteilung „Mit kleinen und großen/mittelgroßen Kationen“ zu finden, wo es als einziges Mitglied eine unbenannte Gruppe mit der Systemnummer 8.CA.35 bildet.
In der vorwiegend im englischen Sprachraum gebräuchlichen Systematik der Minerale nach Dana hat Warikahnit die System- und Mineralnummer 40.03.01.01. Das entspricht der Klasse der „Phosphate, Arsenate und Vanadate“ und dort der Abteilung „Wasserhaltige Phosphate etc.“. Hier findet er sich innerhalb der Unterabteilung „Wasserhaltige Phosphate etc., mit (A2+)3(XO4)2 × x(H2O)“ als einziges Mitglied in einer unbenannten Gruppe mit der Systemnummer 40.03.01.

## Kristallstruktur
Warikahnit kristallisiert im triklinen Kristallsystem in der Raumgruppe P1 (Raumgruppen-Nr. 2) mit den Gitterparametern a = 6,710 Å; b = 8,989 Å; c = 14,533 Å; α = 105,59°; β = 93,44° und γ = 108,68° sowie vier Formeleinheiten pro Elementarzelle.
Die Kristallstruktur des Warikahnits enthält trotz der einfachen chemischen Formel sechs symmetrisch unterschiedliche Koordinationspolyeder des Zinks (ein nahezu reguläres Oktaeder Zn(1)(H2O)2O4, ein stark deformiertes Oktaeder Zn(2)O6, ein schwach deformiertes Oktaeder Zn(3)(H2O)O5, eine stark deformierte trigonale Bipyramide Zn(4)(H2O)O4, eine deformierte trigonale Bipyramide Zn(5)(H2O)O4 und ein deformiertes Tetraeder Zn(6)O4) mit fünf verschiedenen Ligandenkombinationen und den Koordinationszahlen 6, 5 und 4. Die Kationen-Koordinationspolyeder sind zu einem weitmaschigen Gerüst verknüpft, in dem sich kleinere Gruppen durch eine Kantenverknüpfung auszeichnen.
Die Zn(1)-Koordinationspolyeder bilden über gemeinsame Kanten Zweier-Gruppen. An diese Zweier-Gruppen sind über weitere Kanten zwei Zn(3)-Koordinationspolyeder angeknüpft. Letztendlich entsteht eine gestreckte, kantenverknüpfte Sechser-Gruppe durch eine weitere Verknüpfung der Zn(3)- mit den Zn(5)-Koordinationspolyedern. Diese Sechser-Gruppen sind punktsymmetrisch zum Symmetriezentrum und mit keinem weiteren Koordinationspolyeder verbunden, dessen Kation innerhalb der gleichen Elementarzelle liegt.
Kantenverknüpfte Vierer-Gruppen entstehen um das Symmetriezentrum. An zwei Zn(2)-Koordinationspolyedern mit einer gemeinsamen Kante werden über Kanten zwei Zn(4)-Koordinationspolyeder angebunden. Die Sechser- und die Vierer-Gruppen benachbarter Elementarzellen bilden in der Ebene (010) über gemeinsame Ecken zickzackförmige Ketten in Richtung von [101]. Das lockere Gerüst aus Kationen-Koordinationspolyedern entsteht unter Einbeziehung der Zn(6)-Koordinationspolyeder, die drei gemeinsame Ecken mit den Zn(2)-, Zn(4)- und Zn(5)-Koordinationspolyedern besitzen. Auf diese Weise werden die Zickzackketten in Richtung der a- und b-Achse verbunden. Die vier symmetrisch unterschiedlichen, teilweise stark deformierten AsO4-Tetraeder stabilisieren die Gerüststruktur. Wasserstoffbrückenbindungen bewirken in der Kristallstruktur des Warikahnits nicht nur einen Ladungsausgleich für die Liganden, sondern auch für die Koordinationspolyeder selbst.

## Eigenschaften

### Morphologie
Warikahnit bildet in den ersten Funden von Tsumeb mehr oder weniger deutlich radialstrahlige bis subparallele Aggregate aus grobkörnigen, stark gestreiften, xenomorphen bis subidiomorphen Kristallen. Die Kristalle sind bis zu 3 × 0,5 × 0,5 mm groß, nach der a-Achse [100] gestreckt und nach dem Pinakoid {010} abgeplattet. An den Kristallen wurden die Flächenformen {010}, {001}, {100} und {0kl} sowie eventuell {hkl} beobachtet. Erst beim 1984 gelungenen Fund wurden fünf Stufen mit deutlich ausgebildeten Kristallen geborgen. Die Kristalle weisen deutliche Streifung auf und erreichen Längen bis zu 2 cm. Auf der besten existierenden Stufe, abgebildet auf dem Titelbild des Mineralogical Record (Heft 4 von 2005), sind die Warikahnitkristalle zu einem weizengarbenähnlichen Aggregat von 3 cm Höhe und 1 × 1,8 cm im Querschnitt verwachsen.

### Physikalische und chemische Eigenschaften
Die Kristalle des Warikahnits sind hellgelb bis farblos bzw. gelborange. Die Strichfarbe des Minerals wird in der Originalpublikation mit farblos angegeben. Da die Pulverfarbe eines Minerals (die der Strichfarbe entspricht) aber nicht farblos sein kann, dürfte Warikahnit einen weißen bis leicht gelblichen Strich besitzen.
Die Oberflächen der wasserklar durchsichtigen Kristalle weisen einen glasartigen Glanz auf.
Das Mineral besitzt eine vollkommene Spaltbarkeit nach {001} und zwei gute Spaltbarkeiten nach {010} sowie {100}. Mit einer Mohshärte von ≈ 2 gehört Warikahnit zu den weichen Mineralen, die sich ähnlich wie das Referenzmineral Gips mit dem Fingernagel ritzen lassen. Die berechnete Dichte des Minerals liegt bei 4,29 g/cm³.
Warikahnit löst sich in heißer Salzsäure und Salpetersäure auf.

## Bildung und Fundorte

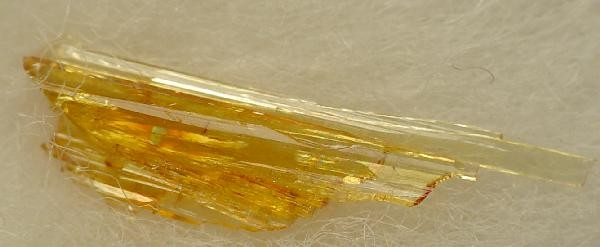
Warikahnit aus der Tsumeb Mine (Größe: 1,1 × 0,3 × 0,1 cm)

Das Mineral konnte bisher (Stand 2016) nur an seiner Typlokalität und zwei weiteren Fundpunkten gefunden werden. Als Typlokalität gilt die weltberühmte Cu-Pb-Zn-Ag-Ge-Cd-Lagerstätte der „Tsumeb Mine“ (Tsumcorp Mine) in Tsumeb, Region Oshikoto, Namibia. Weitere Funde gelangen am „Shaft No. 132“ der „Christiana Mine“ bei Agios Konstantinos (Kamariza) sowie in der „Plaka Mine No. 80“ (Filoni 80) bei Plaka, alle im Lavrion District, Region Attika, Griechenland.
Warikahnit ist ein typisches Sekundärmineral und bildete sich in der Oxidationszone der in Dolomitsteinen sitzenden hydrothermalen polymetallischen Erzlagerstätte Tsumeb zusammen mit anderen zink- und arsenhaltigen Mineralen.
Der erste Fund gelang am E9 Pillar auf der 31. Sohle. Als Begleitminerale wurden hell giftgrüner, kupferhaltiger Adamin, blauer Stranskiit, weißer Koritnigit, Claudetit sowie etwas seltener gelblichgrüner Tsumcorit und brauner Ludlockit identifiziert. Der 1984 dokumentierte Zweitfund ereignete sich ebenfalls auf der 31. Sohle, jedoch am „O stope“. Hier wurde das Mineral ausschließlich von Quarz begleitet. Einige der in den späten 1980er Jahren und danach in den Handel gelangten „Warikahnite“ von Tsumeb (gelbe Prismen, vergesellschaftet mit kupferhaltigem Adamin sowie Olivenit-Aggregaten) haben sich als Willemit erwiesen.

## Verwendung
Mit ZnO-Gehalten von rund 48 % wäre Wahrikahnit ein reiches Zinkerz. Allerdings handelt es sich mit ca. zehn bekannten Stufen um eines der seltensten Sekundärminerale des Tsumeb Mine und ist daher ausschließlich für den Mineralsammler interessant.